# ادیسون براون
ادیسون سی. براون (Addison C. Brown) (زادهٔ ۲۱ فوریهٔ ۱۸۳۰- درگذشتهٔ ۹ آوریل ۱۹۱۳)، قاضی فدرال دادگاه ناحیهٔ جنوبی نیویورک، گیاه‌شناس و اخترشناس آماتور آمریکایی بود.

## اوایل زندگی، تحصیلات و حرفه
ادیسون براون، در ۲۱ فوریهٔ سال ۱۸۳۰ میلادی در نیوباری غربی ماساچوست به دنیا آمد. پدری وی، ادیسون براون پدر- که شغل کفاشی داشت- و مادرش بابسون گریفین، صاحب پنج فرزند بودند. ادیسون براون بزرگترین فرزند خانواده بود. پدر و مادر وی هر دو از نسل نخستین مهاجرانی بودند که به ماساچوست آمده بودند. او در کودکی وارد مدرسه تک‌کلاسهٔ نیوبوری غربی شد و در سن ۱۲ سالگی به آموزش خود در آنجا پایان داد، همچنین براون در سال ۱۸۴۳ تحصیلات خود را در زمینه‌هایی چون زبان لاتین، فیزیک، جبر و فلسفه آغاز کرد.
براون در سال ۱۸۴۸ وارد کالج آمهرست شد و از همان ابتدا تلاش کرد تا در سال دوم تحصیلش، به دانشگاه هاروارد راه یابد. وی در زمان تحصیلاتش در دانشگاه هاروارد، از طریق نوازندگی ارگ درآمد کسب کرد و با دلی ناخواسته چند ماه تابستان را به عنوان معلم روستا تدریس نمود. او با هوراتیو الجر-هم‌کلاسی‌اش در هاروارد- آشنا شد و افرایم ویتمن گرونی (که بعدها استاد فلسفه، تاریخ و رئیس دانشکدهٔ هاروارد شد) را به عنوان نزدیک‌ترین دوست دانشگاهی خود برشمرد.
براون در سال ۱۸۴۲ مدرک لیسانس خود را در رشته هنر از دانشگاه هاروارد به دست آورد و به عنوان دانشجو به درجه دوم فارغ شد. جوزف هاجس چوات- همکلاسی براون که بعدها وکیل و دیپلمات شد- در رتبه سوم قرار گرفت. ویلیام گاردنر چوات، برادر جوزف که قبل از براون به دادگاه محلی ناحیهٔ غربی نیویورک پیوسته بود، به عنوان دانشجو درجه اول فارغ شد. همچنین جورج بی آدامز- بعدها جانشین براون در سمت قاضی دادگاه- نیز عضو کلاس در سال ۱۸۵۲ بود. براون پس از سال‌ها مطالعه، برای بازگرداندن سلامت جسمی خود، تابستان سال ۱۸۵۲ را صرف کار در یک قایق ماهی‌گیری نمود و از شهر گلوکستر ایالت ماساچوست به جزیرهٔ پرنس ادوارد رفت.
براون در یادداشت‌های شخصی خود نوشته‌است که در آن زمان فارغ‌التحصیلان دانشگاهی، در سه زمینه انتخاب شغلی داشتند: وزارت، پزشکی یا هم قانون. او «شخصاً هیچ چیزی از قانون و وکالت نمی‌دانست… و از طبابت بیزار بود». براون پس از یک ارزیابی به این نتیجه رسید که برای احراز کرسی وزارت نیز شخص مناسب نیست: «تنها گزینهٔ قانون باقی ماند». او به محض این‌که متوجه شد می‌تواند با یک سال کار و تحصیل در یک دفتر وکالت، تقریباً نیمی از هزینهٔ تحصیل رشتهٔ حقوق در هاروارد را پس‌انداز کند، به مجتمع حقوقی جان جیمز مارش مراجعه نموده و در سال ۱۸۵۳ وارد دانشکده حقوق هاروارد شد و در پایان سال ۱۸۵۴ مدرک لیسانس خود را در این بخش به دست آورد.

### فعالیت حقوقی
براون در سال ۱۸۵۴ با رهنمایی یک استاد دانشگاه هاروارد، وارد نیویورک شد، (جاییکه برای وی به دلیل فرصت‌های تجاری رو به رشد آن نسبت به شهرک کوچک زادگاهش امیدوارکننده بود) او به عنوان منشی کارش را با شرکت براون (غیرمرتبط با اسم ادیسون براون)، حال (شهردار وقت نیویورک) و وندرپول آغاز کرد. او در نیویورک با وکلای دیگر نیز آشنا شد، در مورد وکالت چیزهای بیشتر آموخت، برای آزمون وکالت نیویورک آمادگی گرفت و در فوریهٔ سال ۱۸۵۵ در آزمون کامیاب شد. در همان سال اقدام به تشکیل مجموعه کوچکی از مشتریان خودش کرد و به درآمد خود به عنوان نوازندهٔ ارگ و کارگردان ارکستر در کلیسای اسقفی نیوتون جزیرهٔ لانگ افزود.
براون با اتکا به توانایی خودش به موفقیت رسید و سپس در سال ۱۸۵۶ به نلسون اسمیت پیوست. در سال ۱۸۵۷ او با ادوین. ای. بوگاردوس که یک سازمان و فعالیت حقوقی متنوع داشت به منظور ایجاد شرکت بوگاردوس و براون شریک شد. این شرکت تا زمان انحلالش در مه ۱۸۶۴ رونق داشت تا این که براون با دوستان قدیمی‌اش شرکت استنلی، لانگدل و براون را تأسیس نمود. او در این شرکت تا زمان آغاز کار وکالت در سال ۱۸۸۱ باقی ماند (شرکت پس از تقرر لانگدل در سمت ریاست دانشکدهٔ حقوق هاروارد، به استنلی، براون و کلارک تغییر نام داده شد).

### فعالیت سرمایه‌گذاری
براون بیان کرده‌است که پس از پایان تحصیلات در صدد یافتن مسیر جدید برای کسب و کار بوده‌است. او شغلی تجاری پیدا نمود که مطابق میل‌اش نبود، زیرا هیچ علاقه‌ای به ثروت‌اندوزی و زندگی پُردرآمد نداشت؛ هرچند وی در فعالیت‌های تجاری شرکت کرد و ثروت قابل توجهی به دست آورد. اما در اواخر سال ۱۸۵۰، او آغاز به سرمایه‌گذاری و انجام کارهای حقوقی روی معاملات املاک کرد که در پی آن مناطق وسیعی از زمین‌ها در حاشیهٔ رو به توسعهٔ نیویورک تقسیم‌بندی و با سود قابل توجهی فروخته شد.
موفقیت براون در فعالیت‌های تجاری به حدی بود که افراد ثروت‌مند در زادگاهش نیوبوری غربی و اطراف آن اعتماد کردند تا سرمایه‌های شان را در برابر ۷ درصد بازدهی و بیش از آن به وی بسپارند تا سرمایه‌گذاری نماید. این کار به او فرصت داد تا بیش از پیش در معاملات املاک فعالیت کند. براون در یادداشت‌هایش اظهار داشته‌است: «استفاده از بودجه قابل توجه در بخش املاک برای سال‌های طولانی، نه‌تنها دستاورد قابل توجهی در کسب و کار حقوقی‌ام داشت، بلکه برایم به عنوان یک فرد مسئول اعتبار بیشتر بخشید، مشتریان را در فعالیت ساختمانی جذب کرد و به این ترتیب سهم شخصی‌ام در فعالیت‌های حقوقی را افزایش داد».

## خدمات قضایی در دادگاه فدرال
براون در ۲ ژوئن سال ۱۸۸۱ از جانب رئیس‌جمهور جیمز آ. گارفیلد برای انتصاب در سمت قاضی دادگاه محلی نیویورک غربی یک قرار ملاقات دریافت کرد و در ۱۲ اکتبر سال ۱۸۸۱ توسط رئیس‌جمهور چستر آ. آرتور برای احراز این سمت معرفی شد. مجلس سنای ایالات متحدهٔ آمریکا در ۱۴ اکتبر سال ۱۸۸۱ نامزدی براون در این سمت را تأیید کرد و در همان روز حکم تقرر خود را دریافت نمود. براون در اواخر ۱۸۵۰ به عضویت باشگاه محلی حزب جمهوری‌خواه درآمد و به فعالیت خود در سیاست‌های حزب جمهوری‌خواه را ادامه داد؛ در حالی که قبل از آغاز کار وکالت، نه به دنبال منصب سیاسی بود و نه هم آن را به دست آورده بود.
فعالیت حقوقی بیست‌سالهٔ براون پربار و برجسته توصیف شده‌است. او افتخار صدور ۱۶۰۰ تا ۲۰۰۰ تصمیم قضایی را داشته‌است. اکثر این تصمیمات قضایی در مورد نیروی دریایی/دریا سالاری، ورشکستگی و استرداد متهمان بوده‌است. مشهورترین پروندهٔ وی در مورد اتهام افترا علیه یک روزنامه‌نگار به‌نام چارلز اندرسون دانا بود که از سوی دولت اولیس اس. گرانت متهم شده بود. براون موضوع استرداد اندرسون دانا از نیویورک به واشینگتن دی‌سی را رد کرد؛ به این دلیل که قبل از استرداد متهم، باید تخطی وی از قانون به اثبات برسد تا روال قانونی را طی نماید.
براون در سال ۱۹۰۱ به دلیل ناتوانی جسمی از سمتش در دادگاه استعفا داد. روزنامهٔ نیویورک‌تایمز پس از بازنشستگی وی نوشت که براون «یکی از سختکوش‌ترین و پُرتلاش‌ترین قاضیای کرسی دادگاه بود».